# Eurovision Young Dancers 1985
Het Eurovision Young Dancers 1985 was de eerste editie van het dansfestival. Het festival werd op 16 juni 1985 georganiseerd door Italië en werd gehouden in het Theatro Municipale in Reggio Emilia. De Italiaanse zender RAI verzorgde de uitzending. De winnaar en de nummers twee en drie werden gekozen door een jury.

## Deelnemende landen
Elf landen namen deel aan deze eerste editie van het dansfestival.

## Overzicht

Deelnemende landen

| Plaats | Land                | Artiest                               |
| ------ | ------------------- | ------------------------------------- |
| 1      | Spanje              | Arantxa Arguelles                     |
| 2      | Noorwegen           | Arne Fagerholt                        |
| 3      | Zweden              | Mia Stagh & Göran Svalberg            |
| -      | België              | Ariane van de Vyver & Ben Huys        |
| -      | Finland             | Anneke Lönnroth                       |
| -      | Frankrijk           | Christine Landault & Stephane Elizabe |
| -      | Italië              | Sabrina Vitangeli                     |
| -      | Nederland           | Jeanette den Blijker & Ruben Brugman  |
| -      | Verenigd Koninkrijk | Maria Almeida & Errol Pickford        |
| -      | West-Duitsland      | Stefanie Eckhof                       |
| -      | Zwitserland         | Xavier Ferla                          |

## Trivia
- Oorspronkelijk zou niet Maria Almeida, maar Viviana Durante samen met Errol Pickford het Verenigd Koninkrijk vertegenwoordigen op het festival. Toen bleek dat Durante niet in staat was om deel te nemen aan het festival, nam Almeida haar plaats in.